# Наталія Критиніна
Наталія Критиніна (6 січня 2001) — узбецька плавчиня.
Учасниця Олімпійських Ігор 2020 року, де в попередніх запливах на дистанції 50 метрів вільним стилем посіла 48-ме місце і не потрапила до півфіналів.